# مشروع القردة العليا

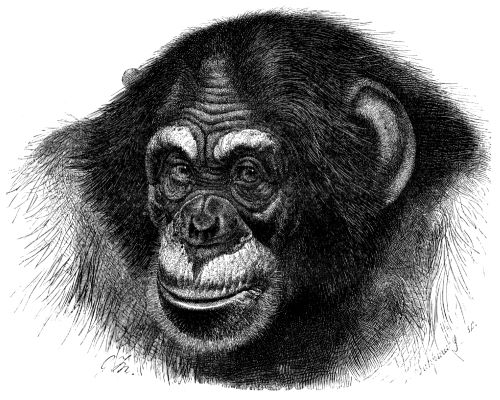
الشمبانزي

مشروع القردة العليا (بالإنجليزية: Great Ape Project  GAP)، منظمة تأسست في عام 1993، تدعو تمديد المساواة الأخلاقية لتشمل جميع القرود الكبيرة. وتشمل هذه الأنواع من قرود الشمبانزي، والغوريلا، والبونوبو وإنسان الغاب.

## تاريخ
في العام 1993، وضع عددٌ كبيرٌ من الخبراء كتاباً-بياناً مشتركاً تحت عنوان: «مشروع القردة الكبار: المساواة ما بعد الإنسانية». وقد شكّل هذا الكتاب سنداً لوثيقةٍ صادرة من قبل: «الإعلان الخاص بالقردة الكبار شبيهة الإنسان» التي وقّع عليها موجِّهي المشروع، إضافةً إلى الموقِّعين الأول البالغ عددهم أربعة وثلاثين. ويقول هذا الإعلان بأن القِرَدة الكبار «هي الأكثر قرابةً من جنسنا» وأن هذه الحيوانات البهيمة «تتمتّع بقدراتٍ عقليّة وبحياةٍ عاطفية كافية لتبرير تصنيفها داخل الجماعة المماثلة لنا».